# گیرمو گارسیا-لوپز
گیرمو گارسیا-لوپز (اسپانیایی: Guillermo García-López‎؛ زادهٔ ۴ ژوئن ۱۹۸۳) یک تنیس‌باز اهل اسپانیا است.